# Baldwin (Luisiana)
Baldwin es un pueblo ubicado en la parroquia de St. Mary en el estado estadounidense de Luisiana. En el Censo de 2010 tenía una población de 2436 habitantes y una densidad poblacional de 291,46 personas por km².

## Geografía
Baldwin se encuentra ubicado en las coordenadas 29°50′29″N 91°33′18″O / 29.84139, -91.55500. Según la Oficina del Censo de los Estados Unidos, Baldwin tiene una superficie total de 8.36 km², de la cual 8.33 km² corresponden a tierra firme y (0.31%) 0.03 km² es agua.

## Demografía
Según el censo de 2010, había 2436 personas residiendo en Baldwin. La densidad de población era de 291,46 hab./km². De los 2436 habitantes, Baldwin estaba compuesto por el 30.01% blancos, el 66.3% eran afroamericanos, el 1.15% eran amerindios, el 0.66% eran asiáticos, el 0.04% eran isleños del Pacífico, el 0.21% eran de otras razas y el 1.64% pertenecían a dos o más razas. Del total de la población el 0.82% eran hispanos o latinos de cualquier raza.